# Lupus Lupi
Lupus Lupi fou un músic belga del segle XVI el seu nom verdader era Wolf, i residí molt de temps a Itàlia. Deixà les obres Motteti del Fiore (1522) i Motteti del Fruto. També hi ha diverses misses de Lupi en els arxius de la capella pontifical de Roma.